# Stainton le Vale
Stainton le Vale est un village et une ancienne paroisse civile du Lincolnshire, en Angleterre.